# Vanaheim
Vanaheim est le monde des dieux Vanes. Il est l'un des neuf royaume reposant sur Yggdrasil, le gigantesque frêne de la mythologie nordique. Vanaheim est la terre des dieux nordiques de la nature, de la fertilité et de la sagesse. Selon l'Edda poétique, il s'agit d'un monde inférieur à celui d'Ásgard.
Les dieux que l'on nomme « vanes » dans le panthéon nord-germanique sont : Njörd, le père de Freyr et sa sœur Freyja. Ce groupe de dieux est aussi associé à la magie puisque c'est Freyja qui enseigna le seiðr (« la magie ») aux Ases et aux géants, ainsi que l'art astral à Odin.
Ils se sont battus pendant un temps contre les Ases. Cette guerre s'est terminée par une trêve et l'échange de quelques divinités. Les Vanes ont envoyé Freyja et Freyr au royaume d'Asgard.